# 楚克里格爾島

楚克里格爾島（英語：Zukriegel Island）是南極洲的島嶼，處於拉博島和亨尼西群島之間，長1.6公里，屬於比斯科群島的一部分，在1957年被繪入阿根廷地圖，現時由南極條約體系管理。